# تپه چهل بلاغ کوچک
تپه چهل بلاغ کوچک مربوط به هزاره اول قبل از میلاد است و در شهرستان زنجان، بخش مرکزی، روستای نیماور واقع شده و این اثر در تاریخ ۱۴ مرداد ۱۳۸۲ با شمارهٔ ثبت ۹۴۶۶ به‌عنوان یکی از آثار ملی ایران به ثبت رسیده است.